# Autoalojamiento (servicios web)
El autoalojamiento (en inglés: self-hosting) es la práctica de ejecutar y mantener un sitio web o un servicio utilizando un servidor web privado, en lugar de utilizar un servicio controlado por otra persona. El autoalojamiento permite a los usuarios tener más control sobre sus datos, privacidad e infraestructura informática, además de ahorrar costes y mejorar sus conocimientos.

## Historia
La práctica de autoalojar servicios web se hizo más factible con el desarrollo de la computación en nube y las tecnologías de virtualización, que permitían a los usuarios ejecutar sus propios servidores en hardware remoto o máquinas virtuales. El primer servicio público en la nube, Amazon Web Services (AWS), se lanzó en 2006, ofreciendo Simple Storage Service (S3) y Elastic Compute Cloud (EC2) como sus productos iniciales.
Los servicios web de autoalojamiento se hicieron más populares con el auge del software libre y los proyectos de software de código abierto que ofrecen alternativas a varios servicios y aplicaciones basados en la web, como el almacenamiento de archivos, la gestión de contraseñas, la transmisión multimedia, la automatización del hogar y más. También existe una importante comunidad de aficionados al autoalojamiento, formada por aficionados, profesionales de la tecnología y personas concienciadas con la privacidad.

## Ventajas
Algunas de las ventajas del autoalojamiento son:
- El usuario tiene control total sobre sus datos y puede decidir cómo y dónde se alojan.
- El usuario puede personalizar el diseño y la funcionalidad del sitio según sus preferencias y necesidades.
- El usuario puede ahorrar dinero utilizando un servicio de alojamiento más barato o combinando varios servicios en un servidor.
- El usuario puede mejorar sus habilidades y conocimientos aprendiendo a configurar y gestionar su propio servidor y servicios.
- El usuario puede evitar depender de proveedores externos que pueden tener problemas de privacidad, fallos de seguridad, interrupciones o cambios en sus políticas.

## Desafíos
Algunos de los retos del autoalojamiento son:
- El usuario tiene que asumir la responsabilidad de mantener y actualizar su servidor y servicios, lo que puede requerir conocimientos técnicos y tiempo.
- El usuario tiene que asegurarse de que su servidor y sus servicios son seguros y cumplen las leyes y normativas pertinentes.
- El usuario tiene que hacer frente a posibles problemas como fallos de hardware, problemas de red, cortes de electricidad o ataques malintencionados.
- El usuario tiene que encontrar proveedores de alojamiento fiables y asequibles que ofrezcan las características y recursos que necesita.

## Ejemplos
Hay muchos ejemplos de servicios y aplicaciones autoalojados que pueden sustituir o complementar a los basados en web, como:
- Nextcloud, una suite de software cliente-servidor para crear y utilizar servicios de alojamiento de archivos.
- Bitwarden, un gestor de contraseñas que almacena todas las contraseñas de forma cifrada.
- Tiny Tiny RSS, un agregador RSS que permite a los usuarios leer noticias de varias fuentes.
- PhotoPrism, una aplicación basada en servidor para navegar, organizar y compartir colecciones de fotos.
- Home Assistant, un software para la automatización del hogar que antepone el control local y la privacidad.